# Antonietta Castiello
Antonietta Castiello (Roma, 29 gennaio 1997) è una calciatrice italiana, centrocampista della Lazio.

## Statistiche

### Presenze e reti nei club
Statistiche aggiornate al 3 maggio 2025.
| Stagione        | Squadra         | Campionato      | Campionato | Campionato | Coppe nazionali | Coppe nazionali | Coppe nazionali | Coppe internazionali | Coppe internazionali | Coppe internazionali | Altre coppe | Altre coppe | Altre coppe | Totale | Totale |
| Stagione        | Squadra         | Comp            | Pres       | Reti       | Comp            | Pres            | Reti            | Comp                 | Pres                 | Reti                 | Comp        | Pres        | Reti        | Pres   | Reti   |
| --------------- | --------------- | --------------- | ---------- | ---------- | --------------- | --------------- | --------------- | -------------------- | -------------------- | -------------------- | ----------- | ----------- | ----------- | ------ | ------ |
| 2011-2012       | Lazio CF        | A               | 8          | 0          | CI              | ?               | ?               |                      | -                    | -                    |             | -           | -           | 8+     | 0+     |
| 2012-2013       | Lazio CF        | A               | 10         | 0          | CI              | 0               | 0               |                      | -                    | -                    |             | -           | -           | 10     | 0      |
| 2013-2014       | Lazio CF        | B               | ?          | ?          | CI              | ?               | ?               |                      | -                    | -                    |             | -           | -           | ?      | ?      |
| 2014-2015       | Lazio CF        | B               | ?          | ?          | CI              | ?               | 0               |                      | -                    | -                    |             | -           | -           | ?      | 0      |
| Totale Lazio CF | Totale Lazio CF | Totale Lazio CF | 18+        | 0+         |                 | ?               | ?               |                      | -                    | -                    |             | -           | -           | 18+    | 0+     |
| 2015-2016       | Roma CF         | B               | 17         | 2          | CI              | 3               | 1               |                      | -                    | -                    |             | -           | -           | 20     | 3      |
| 2016-2017       | Roma CF         | B               | 16         | 2          | CI              | ?               | 0               |                      | -                    | -                    |             | -           | -           | 16+    | 2      |
| Totale Roma CF  | Totale Roma CF  | Totale Roma CF  | 33         | 4          |                 | 3+              | 1               |                      | -                    | -                    |             | -           | -           | 36+    | 5      |
| 2017-2018       | Lazio           | B               | ?          | 2          | CI              | 1               | 0               |                      | -                    | -                    |             | -           | -           | ?      | 2      |
| 2018-2019       | Lazio           | B               | 22         | 4          | CI              | 1               | 3               |                      | -                    | -                    |             | -           | -           | 23     | 7      |
| 2019-2020       | Lazio           | B               | ?          | 0          | CI              | 2               | 0               |                      | -                    | -                    |             | -           | -           | 2+     | 0      |
| 2020-2021       | Lazio           | B               | ?          | 1          | CI              | 1               | 0               |                      | -                    | -                    |             | -           | -           | 1+     | 1      |
| 2021-2022       | Lazio           | A               | 20         | 1          | CI              | 2               | 0               |                      | -                    | -                    |             | -           | -           | 22     | 1      |
| 2022-2023       | Lazio           | B               | 29         | 3          | CI              | 2               | 0               |                      | -                    | -                    |             | -           | -           | 31     | 3      |
| 2023-2024       | Lazio           | B               | 25         | 1          | CI              | 2               | 0               |                      | -                    | -                    |             | -           | -           | 27     | 1      |
| 2024-2025       | Lazio           | A               | 19         | 3          | CI              | 3               | 0               |                      | -                    | -                    |             | -           | -           | 22     | 3      |
| Totale Lazio    | Totale Lazio    | Totale Lazio    | 115+       | 15+        |                 | 14              | 3               |                      | -                    | -                    |             | -           | -           | 129+   | 18+    |
| Totale carriera | Totale carriera | Totale carriera | 164+       | 19+        |                 | 17+             | 4+              |                      | -                    | -                    |             | -           | -           | 181+   | 23+    |

Palmarès

### Club
- Campionato italiano di Serie B: 2

Lazio: 2020-2021, 2023-2024